# Haller Rocks
Die Haller Rocks sind eine Gruppe von Rifffelsen im Palmer-Archipel vor der Westküste der Antarktischen Halbinsel. Sie liegen 3 km nordwestlich des südwestlichen Endes von Liège Island im östlichen Teil der Bouquet Bay.
Luftaufnahmen der Hunting Aerosurveys Ltd. von 1956 bis 1957 dienten 1959 ihrer Kartierung. Das UK Antarctic Place-Names Committee benannte sie 1960 nach dem Schweizer Mediziner Albrecht von Haller (1708–1777), der wichtige Beiträge zum Verständnis physiologischer Vorgänge lieferte (z. B. Funktion der Herzfrequenz und der Galle).